# Нявка
Нявка — река в Мурманской области России. Протекает по территории городского округа город Мончегорск с подведомственной территорией. Впадает в озеро Нижняя Пиренга.
Длина реки составляет 40 км. Площадь бассейна 418 км². Скорость течения 0,5 м/с.
Берёт начало в озере Нявкозеро на высоте 267,6 м над уровнем моря. Протекает по лесной, местами болотистой местности. Порожиста. Крупнейшие притоки Нялтундрауай и Пельйок. В нижнем течении проходит через озёра Румельявр и Парусная Ламбина. Впадает в озеро Нижняя Пиренга на высоте 137,1 м над уровнем моря.

## Данные водного реестра
По данным государственного водного реестра России относится к Баренцево-Беломорскому бассейновому округу, водохозяйственный участок реки — река Нива, включая озеро Имандра. Речной бассейн реки — бассейны рек Кольского полуострова и Карелии.
Код объекта в государственном водном реестре — 02020000312101000010034.